# 언덕 위의 구름
《언덕 위의 구름》(일본어: 坂の上の雲)은 시바 료타로의 장편 역사소설이다. 작가의 대표작 중 하나이다.
1968년부터 1972년까지 《산케이 신문》에 연재됐고 단행본 총 6권(분게이슌주, 초판 1969년 ~ 1972년), 문고본 총 8권(분슌분코, 초판 1978년, 시마다 긴지 해설)이 출판됐다.

## 내용
시바 료타로는 본인의 태평양전쟁말기의 체험을 바탕으로 일본이 이룩한 과정에 대해서 깊은 회포를 느끼게 되었다. 전후 신문사에서 근무한 뒤, 쇼와 30년대에 작가로 등단했지만 소재로 쓰기에는 자료수집을 포함하여 많은 시간을 필요로 했다. '근대 일본'의 정의를 메이지유신 이후로 둔다면 이 작품은 장편작품으로서 첫 근대물이라고 할 수 있다.
《언덕 위의 구름》이란 봉건시대에서 눈을 뜨기 시작한 일본이, '오르다보면 언젠가 그 곳에 손이 닿을 것'이라고 생각하여 실행한 '근대국가'나 '열강'을 《언덕 위의 구름》으로 비유한, 애달픔이 담긴 제목이다. 저자가 늘 스스로에게 물었던 일본 특유의 정신과 문화가 19세기말 서양문화에 대해서 어떻게 반응을 보였는지 정면으로 질문을 던진 작품이다. 저자는 "그렇기 때문에 사실만을 쓴다"라는 방침을 가졌다고 말했지만 이 점에 대해서는 수많은 문제점도 지적되고 있다.